# Age of Empires: World Domination
Age of Empires: World Domination foi um jogo estratégia em tempo real desenvolvido pela KLab Games e Microsoft  como parte da série de videojogos Age of Empires,  e lançada em 2015 em países selecionados para dispositivos iOS e Android. O jogo foi anunciado pela primeira vez em 2013 como uma nova entrada móvel na série Age of Empires. Foi encerrado em novembro de 2016.
Age of Empires: World Domination apresentava oito civilizações históricas, gerenciamento de recursos, uma variedade de heróis, exploração e pesquisa tecnológica, similarmente aos jogos de PC da série. Além disso, uma civilização extra, os coreanos, foi posteriormente adicionada ao jogo. O jogo utilizou os quatro recursos de madeira, comida, ouro e pedra, e tinha edifícios como o quartel, a linha de arco e flecha e o moinho, e o avanço através das eras com uma árvore tecnológica associada.